# Шейн О'Нілл
Шейн О'Нілл (англ. Shane O'Neill, нар. 2 вересня 1993, Мідлтон) — американський футболіст, захисник канадського клубу «Торонто».
Виступав, зокрема, за клуби «Колорадо Репідс» та «НАК Бреда», а також молодіжну збірну США.

## Клубна кар'єра
Народився 2 вересня 1993 року в місті Мідлтон, Ірландія. Вихованець футбольної школи клубу «Колорадо Репідс». Дорослу футбольну кар'єру розпочав 2012 року в основній команді того ж клубу, в якій провів три сезони, взявши участь у 52 матчах чемпіонату. 
Згодом з 2015 по 2016 рік грав у складі команд «Аполлон», «Рояль Ексель Мускрон» та «Кембридж Юнайтед».
Своєю грою за останню команду привернув увагу представників тренерського штабу клубу «НАК Бреда», до складу якого приєднався на умовах оренди 2016 року. Відіграв за команду з Бреди наступний сезон своєї ігрової кар'єри. Більшість часу, проведеного у складі «НАК Бреда», був основним гравцем захисту команди.
Протягом 2017—2021 років захищав кольори клубів «Ексельсіор» (Роттердам), «Орландо Сіті» та «Сіетл Саундерз».
До складу клубу «Торонто» приєднався 2022 року. 

## Виступи за збірні
Протягом 2012–2013 років залучався до складу молодіжної збірної США. На молодіжному рівні зіграв у 21 офіційному матчі, забив 2 голи.